# Luetkenia asterodermi
Luetkenia asterodermi is een eenoogkreeftjessoort uit de familie van de Cecropidae. De wetenschappelijke naam van de soort is voor het eerst geldig gepubliceerd in 1864 door Claus.